# Anthony E. Zuiker
Anthony Edward Zuiker (wym. antoni zajker; ur. 17 sierpnia 1968 w Blue Island, Illinois) – amerykański producent, reżyser telewizyjny, scenarzysta i autor. Zasłynął jako twórca seriali Kryminalne zagadki Las Vegas, Kryminalne zagadki Miami i Kryminalne zagadki Nowego Jorku. Oprócz tego jest również pisarzem, gdyż wspólnie z Duane’em Swierczynskim w 2009 roku napisał książkę Level 26: Mroczne początki, która została nazwana dreszczowcem multimedialnym. W treść książki zostały wplecione linki i hasła pozwalające śledzić rozwój akcji w krótkich filmach na stronie internetowej.

## Kariera pisarska
- Level 26 Thriller: Featuring Steve Dark (wspólnie z Duane’em Swierczynskim)
- Level 26: Mroczne początki (Dark Origins, 2009)
- Dark Prophecy (2010)
- Dark Revelations (2011)

## Filmografia
| Rok       | Tytuł                                | Scenarzysta | Producent |
| --------- | ------------------------------------ | ----------- | --------- |
| 1999      | Posłaniec (The Runner)               | T           | T         |
| 2002-2012 | CSI: Kryminalne zagadki Miami        | T           | T         |
| 2004-2013 | CSI: Kryminalne zagadki Las Vegas    | T           | T         |
| 2013      | CSI: Kryminalne zagadki Nowego Jorku | T           | T         |
| 2015-2016 | CSI: Cyber                           | T           | T         |